# والتر بي. ميلر
والتر بي. ميلر (بالإنجليزية: Walter B. Miller)‏ هو عالم إنسان أمريكي، ولد في 7 فبراير 1920 في فيلادلفيا في الولايات المتحدة، وتوفي في 28 مارس 2004 في كامبريدج في الولايات المتحدة.